# Лелидорп
Лелидорп (на нидерландски: Lelydorp) е град в Суринам, административен център на окръг Ваника. Към 2012 година населението му е 19 991 души.

## Личности
Личности родени в град Лелидорп:
- Бетина Кембъл (р. 1974), порнографска актриса